# شورلت کورسیکا
شورلت کورسیکا (Chevrolet Corsica) خودرویی است که در سال‌های ۱۹۸۷ تا ۱۹۹۶تولید شده‌است.
این خودرو در کلاس خودرو کامپکت قرار گرفته، طراحی آن خودروهای موتور جلو-محور جلو بوده است.